# Орочский язык
О́рочский язы́к (ранее вместе с удэгейским языком — Ороченский язык) — спящий язык орочей, относится к южной группе тунгусо-маньчжурских языков, близок к нанайскому и удэгейскому языкам.
По данным всероссийской переписи населения 2010 года носителями орочского языка считали себя два человека, ещё восемь указали его как язык владения, на 2021 год носителей языка не осталось, но есть люди, владеющие им в той или иной мере. Поэтому лингвисты относят его к спящим (заснувшим) языкам.
Орочский язык был распространён в Хабаровском крае (Комсомольский, Совгаванский, Ульчский районы), на Сахалине, в Приморском крае.
Первоначально язык распадался на 3 диалекта: тумнинский, хадинский, хунгарийский. В России выпущены учебники орочского языка.
В начале 2000-х годов была создана письменность для орочского языка.

## Генеалогическая и ареальная характеристика
Орочи — автохтонный малый народ Дальнего Востока.
До 1920-х годов орочей не выделяли в отдельную этническую группу, их считали единым народом с удэгейцами.
К началу XX века орочи жили на обширной территории и вели кочевой образ жизни. Ареал их проживания был от бухты Де-Кастри на севере до реки Ботчи на юге, и от Татарского пролива на востоке до среднего течения рек Анюй и Хунгари (современное название этого притока Амура — Гур). На этой территории было около 50 стойбищ орочей, в каждом из которых жило по 2–3 семьи.
Согласно переписи 1926 года, в РСФСР жили 646 орочей.
Несколько семей орочей в начале XX века переселились с континента на Сахалин, а с верховьев реки Тумнин — к Амуру.
Основные территориальные группы орочей: Тумнинская, Приморская (Хадинская), Коппинская, Амурская и Хунгарийская существовали до 1960-х годов, самая продолжительная группа компактно проживающих орочей была в селе Уська-Орочская (до 1986 года — Усть-Орочи). Постепенно проводимые в СССР мероприятия по объединению сельскохозяйственных предприятий и укрупнению деревень были уничтожены мелкие поселения хунгарийских, коппинских и хадинских орочей, жители которых переселились в крупные посёлки и города, в том числе в Советскую Гавань и Хабаровск.
В 2001 году специалисты описывали этнос орочей как малочисленный, территориально разобщенный и в высокой степени ассимиляированный.
До 1989 года к орочам ошибочно причисляли ороков, хотя языки этих народов сильно отличаются. Их путали не только из-за созвучия названия, но и из-за того, что часть орочей мигрировали на остров Сахалин, где компактно проживали ороки.
По данным 2000 года орочи проживали в городе Советская Гавань и Совгаванском районе; в Ванино и Ванинском районе; в Комсомольске-на-Амуре и Комсомольском районе; в Ульчском районе Хабаровского края, также орочи присутствуют в Приморском крае, Сахалинской и Магаданской областях. По данным переписи населения 2002 года насчитывалось 257 носителей орочского языка, но эти данные явно ошибочные, поскольку в число носителей орочского языка были записаны также носители орокского языка.
Последний носитель орочского языка, Анатолий Филиппович Намунка, умер в 2008 году, причём его знание языка не позволяло ему свободно говорить на родном языке.
По данным всероссийской переписи населения 2010 года число владеющих орочским языком людей составляло 8 человек. В ходе всероссийской переписи населения в 2021 году 43 человека указали, что они владеют орочским языком.
По утверждениям исследователей, уже в конце 1990-х годов лишь самые пожилые орочи могли произнести несколько фраз на родном языке. Ассоциация коренных малочисленных народов Хабаровского края в 2010 году провела собрание пожилых орочей, которые сообща смогли вспомнить около 20 орочских слов, но при этом не смогли восстановить счёт от 1 до 10.
Ранее орочский язык относили к южной подгруппе тунгусо-маньчжурской языковой семьи, однако, из-за того, что в нём есть много черт, схожих с негидальским языком из северной подгруппы тунгусо-маньчжурских языков, орочский язык скорее всего исходно принадлежал к северной подгруппе, но испытал сильное влияние языков южной подгруппы, преимущественно нанайского и ульчского языков.

## Диалекты
В орочском языке выделялось три диалекта: тумнинский (центральный и наиболее крупный, распространённый в бассейне р. Тумнин), хадинский — по рекам Хади, Уй, Коппи, Самарга, хунгарийский, на котором говорили орочи с р. Хунгари, впоследствии переселившиеся на р. Амур. Хадинский диалект был подвержен значительному влиянию удэгейского языка, тумнинский же подвергся влиянию горинского говора нанайского языка. Кроме того на орочский язык в эпоху расцвета маньчжурской государственности оказал маньчжурский язык. Отчётливую обособленность до последнего времени сохранял лишь хунгарийский диалект.

## Письменность
Орочский алфавит не имеет устоявшейся нормы: в разных изданиях используются разные версии. Версия 2002 года:
| А а | Б б | В в | Г г | Д д | Е е | Ё ё | Ж ж |
| З з | И и | Й й | К к | Л л | М м | Н н | Ӈ ӈ |
| О о | П п | Р р | С с | Т т | У у | Ф ф | Х х |
| Ц ц | Ч ч | Ш ш | Щ щ | Ъ ъ | Ы ы | Ь ь | Э э |
| Ю ю | Я я |     |     |     |     |     |     |

В электронном учебнике «Орочи кэсэни», выпущенном в Хабаровске в 2010 году, используются также буква К' к' и макроны для долгих гласных.

## Лингвистическая характеристика

### Фонетика и фонология

#### Вокализм
Достаточно развитая вокалическая система, присутствует противопоставление фонем по долготе/краткости, дифтонги. Не имеет парной фонемы только всегда долгая æ.
Пример противопоставления по долготе/краткости:
```
 [и]ли (тетива)- [ӣ]ли (по какому месту)
```

Вокалическая система представлена ниже:
|                       | Передний ряд | Средний ряд | Задний ряд |
| --------------------- | ------------ | ----------- | ---------- |
| Верхний подъём        | и            |             | у          |
| Верхне-средний подъём |              |             | ẏ          |
| Средний подъём        | э            |             | о          |
| Нижне-средний подъём  | æ            |             |            |
| Нижний подъём         |              | а           |            |

Кроме представленных в таблице гласных и их пар по долготе/краткости, в орочском языке присутствуют 16 дифтонгов:
иэ, иа, иу, иу, аэи, аэа, аэẏ, эи, эу, аи, аẏ, уи, уэ, ẏи, ẏа, ои.

#### Консонантизм
Система согласных в орочском языке представлена в таблице
| По способу образования | Губно-губные | Переднеязычные | Среднеязычные | Заднеязычные |
| ---------------------- | ------------ | -------------- | ------------- | ------------ |
| Смычные                | п пп б бб    | т д            |               | к кк г гг    |
| Щелевые                | в            | с              | j             | х ɣ          |
| Аффрикаты              |              |                | ч чч d͡ʒ       |              |
| Носовые                | м мм         | н нн           | н’            | н̧ н̧н̧         |
| Боковые                |              | л              |               |              |
| Дрожащие               |              | р              |               |              |

Примечание: долгие согласные обозначены двойными символами. В системе консонантизма также присутствует противопоставление по долготе/краткости, а также по глухости/звонкости (глухие указаны в каждой ячейке таблицы слева, звонкие — справа).

#### Ударение
Ударение в орочском языке смешанное, музыкально-силовое. Оно выражено одновременно напряжённостью и повышением тона. Силовое напряжение распределяется равномерно на все слоги. Как правило, ударение падает на конечный слог, однако в речи отдельных лиц встречаются отклонения от общей нормы. Ударение в орочском языке не связано с долготой гласных, кроме очень редких случаев, когда ударение с последнего слога переносится на предпоследний.

#### Слоговая структура
В орочском языке способностью к слогообразованию обладают только гласные.
Существует четыре типа слога V, VC, CV, CVC (где V — любой гласный орочского языка, C — любой согласный).
Слоговая граница не может проходить перед гласным. Как следствие этого закона, в орочском языке однозвучные и закрытые (VC) слоги встречаются только в начале слова. Замкнутые (CVC) слоги в конце слова встречаются, но это очень редкое явление.

### Морфология
В. А. Аврорин выделяет в орочском языке знаменательные слова, служебные слова и междометия. Среди знаменательных слов присутствует существительное, глагол, прилагательное, наречие. Служебные слова: предлог, послелог, союз, частица.
Морфемы при словообразовании присоединяются в таком порядке: корень + словообразующие суффиксы +формообразующие суффиксы + флексии + постфиксы

#### Существительное
Существительному в орочском языке свойственный такие категории, как число, падеж, посессивность, косвенная принадлежность.
Существует 3 типа основ существительных:
1. в именительном падеже — на гласные, в косвенных и притяжательных падежах на [н];
2. в именительном падеже — на гласные, в косвенных и притяжательных — на [н], [н'], [н̧], [м].
3. в именительном падеже — на гласные, в косвенных и притяжательных — [г], [к], [б]. В остальных тунгусо-маньчжурских языках соответствующие существительные заканчиваются на [л], [р].

##### Число
Категория числа в орочском языке является частнограмматической. Её грамматический показатель присутствует только у существительных, обозначающих людей и у нескольких существительных, обозначающих животных и предметы.
Суффикс -са (г)-, -сэ (г)-, -со (г)-, предшествует окончанию косвенного падежа/притяжательного падежа. При этом может присутствовать ассимиляция согласных, как в примере (2).
```
 (1) мэггэ-СЭГ-d͡ʒ и
     герой-PL-ABL2
```

однако:
```
(2)хала-са-ва
   род-PL-ACC (ассимиляция в<-г+б)
```

Суффикс -нта-/-нтэ- присоединяется только к существительным, обозначающих лиц женского пола, таких как аса (женщина) — аса-нти. Суффикс -хусэ- присоединяется к существительным, обозначающим лиц мужского пола.
Суффиксы -на-/-нэ- присоединяются к существительным. обозначающим родственников.
Суффиксы -миса-/-мисэ- присутствуют только у собирательных числительных и некоторых других слов.
Суффиксы -ja-/-jо-/-jэ- обозначают совокупность членов семьи данного лица.
Все прочие существительные нейтральны по отношению к категории числа.

##### Падеж
Номинатив в орочском языке имеет нулевой грамматический показатель. Показатели остальных падежей приведены в таблице:
|                      | 1-й тип основы | 2-й тип основы | 3-й тип основы |
| -------------------- | -------------- | -------------- | -------------- |
| Номинатив            | Ø              | Ø              | Ø              |
| Аккузатив            | ва/вэ/во       | ма/мэ/мо       | ба/бэ/бо       |
| Инструменталис       | d͡ʒ и           |                |                |
| Датив                | дẏ             |                |                |
| Локатив              | ла             | дẏла           | дẏла           |
| Просекутив           | ли             | дẏли           | дẏли           |
| Адитив               | ти             |                |                |
| Аблатив              | тẏи            |                |                |
| Исходный (Аблатив-2) | d͡ʒ иd͡ʒ и       |                |                |

Примечания:
- Окончания 1, 2 и 3 типов склонения отличаются только в аккузативе и просекутиве. Во всех остальных падежах они совпадают.
- Первый и второй аблатив: у В. А. Аврорина соответственно отложительный и исходный падежи. Первый обозначает «исходный пункт движения в пространстве», второй «косвенное дополнение, обозначающее предмет, который служит исходным пунктом движения или какого либо иного действия».
- В орочском языке выделяется также совместный падеж (комитатив) с показателями -мẏна-/-мẏнэ- «лицо, совместно с которым субъект совершает своё действие», а в притяжательном склонении выделяется назначительный падеж с показателями -jа-/-ла-/-на-, обозначающий «объект, предназначенный для кого-то».

##### Посессивность
Ниже представлена схема посессивной конструкции в орочском языке:
поссесор (существительное/притяжательное местоимение) + предмет обладания-посессивный суффикс:
Ми ак-си утунгидиэ-н’и энэи
Я:NNOM ‘старший брат’-POSS.2SG лодка-POSS.3SG ехать: PRES.1SG
«Я старшего брата (твоего) на лодке (его) еду»
У слова акси нет падежного окончания, так как оно одновременно является первым членом 2-й посессивной конструкции.
В орочском языке присутствует отдельное посессивное склонение.

##### Косвенная принадлежность
Косвенная принадлежность (редко встречается в речи) в отличие от прямой обозначает следующие отношения: один предмет принадлежит другому, будучи благоприобретенным/являющийся органической часть некоторого третьего предмета.
Косвенная принадлежность выражена суффиксом -ни-. Показатель косвенной принадлежности сочетается с посессивным показателем, как в примере:
мэггэ мапанӣ (мапа-ни-jи) сӣлэкэjи
нож-POSS. косв.-POSS
«герой нож (свой) наточил»
Также немалую роль в образовании форм существительных играют послелоги. Например, в словосочетании ивэ d͡ʒ убба до̄тин’и («входи в дом») послелог тин’и обозначает объект, внутрь которого направлено действие.

#### Глагол
В орочском языке присутствуют пять типов глагольных основ:
1. на гласные а, э, о, у, ẏ. Пример: чо̄ла «украсть»;
2. с конечным и. Пример: син̧ки «натирать жиром»;
3. на н. Пример: та̄н «тянуть»;
4. на п. Пример: икоп «вариться»;
5. неправильные глаголы. Примеры: о, одо «делаться, становиться», би «быть».

Глагольные основы подразделяются на производные и непроизводные. Существует 2 способа образования основ: аффиксальный и безаффиксальный. Во втором случае новая основа образуется путём изменения парадигмы слова без добавления словообразующих аффиксов.
В орочском языке присутствуют 3 наклонения — изъявительное, повелительное, условное.

##### Изъявительное наклонение
Настоящее время (показатель и + личные окончания)
В таблице представлены личные окончания (одинаковы у всех личных форм глагола).
|        | Единственное число | Множественное число |
| ------ | ------------------ | ------------------- |
| 1 лицо | -ви/-jи            | -пи/ -му            |
| 2 лицо | -си                | -су                 |
| 3 лицо | -н’и               | -ти                 |

Может выражать действие, совпадающее с моментом речи, а также действие, которое может последовать после момента речи и всякие незаконченные по отношению к моменту речи действия.
Отрицание выражается аналитически: вспомогательный глагол (частица э + суффикс си (н) + личные окончании) плюс основной глагол.
Пример: бӣ эсими н̧э̄лэjэ «я не боюсь».
Прошедшее время (показатель -ха (н) — у основ на гласный, -ки (н)- — у основ на согласный).
Выражает действие, предшествующее моменту говорения.
Отрицание в прошедшем времени выражается так же, как и в настоящем, но с присоединением к частице э другого суффикса (э+чи (н)).
Будущее время (1, 2, 3):
1. Будущее 1 — показатель -d͡ʒ а̄н-, обозначает действие, которое осуществится в ближайшее время.
2. Будущее 2 — показатель -d͡ʒ ан̧а-, обозначает действие в будущем с оттенком долженствования.
3. Будущее 3 — показатель -та-, употребляется только в отрицательных конструкциях и обозначает категорический отказ исполнять какое-либо действие в будущем.

Отрицание может выражаться синтетически с помощью показателя -аси (н)- в настоящем времени, -ачи (н)- — в прошедшем времени. Пример: бӣ биэсими «я не живу».

##### Императив
Императив использует формы 2 л. ед. и мн. ч., показатель ɤа/ва/ка/па, отрицание эd͡ʒ и + инфинитв на -jа.

##### Сослагательное наклонение
Сослагательное наклонение образуется аналитически: бичи + глагол в будущем времени 2.
Пример: бӣ ва̄d͡ʒ ан̧аи бичи («я бы убил»).

##### Наклонение вероятности
Наклонение вероятности обозначает действие или состояние, в совершении которого высказывается неуверенность.
Образуется с помощью модального слова биd͡ʒ э̄ («наверное, вероятно, пожалуй, видимо»).

##### Усилительное наклонение
Усилительное наклонение обозначает подчёркнутую неизбежность действия.
Выражается с помощью частицы -ма, которая в составе слова занимает постпозитивное положение.

#### Деепричастие
Деепричастия (по грамматике Аврорина-Болдырева деепричастные наречия) делятся на одновременные (показатели: -ми — ед. ч., -маи — множ. ч.), разновременные (показатели: ja, та, да, а + показатель времени), одновременно-длительные (-мдае), условно-временные (-ви- — ед. ч., -виса- — множ. ч.) и предела (-дала).

#### Местоимение
В грамматике Аврорина-Болдырева делятся на местоимения-существительные и местоимения-прилагательные. К местоимениям-существительным относятся: личные, возвратное, указательное, указательные, вопросительные местоимения. К местоимениям-прилагательным относятся только указательные местоимения.